# 溶菌
溶菌（ようきん）とは、細菌の細胞が細胞壁の崩壊を伴って破壊され、死滅する現象。細菌の細胞が死細胞を残さず、溶けたように消滅することからこの名がついた。
この現象は哺乳類の血液中で抗原抗体反応によって細菌細胞が崩壊する現象として発見され、その後バクテリオファージによる溶菌現象が報告された。また、フレミングによるリゾチームやペニシリンの作用も、溶菌現象を指標に発見された。